# دل هوارد
دل هوارد (بالإنجليزية: Del Howard)‏ هو لاعب كرة قاعدة أمريكي، ولد في 24 ديسمبر 1877 في كيني في الولايات المتحدة، وتوفي في 24 ديسمبر 1956 في سياتل في الولايات المتحدة.

## وصلات خارجية
- دل هوارد على موقعبيزبول رفرنس.كوم (الدوري الرئيسي) (الإنجليزية)
- دل هوارد على موقعبيزبول رفرنس.كوم (الدوري الثانوي) (الإنجليزية)